# Шериф Лангу
Шериф Лангу (на албански: Sherif Langu) е албански политик, духовник, революционер и общественик.

## Биография
Роден е в 1877 година в Дебър, Османската империя, днес Северна Македония. Учи в Битоля, а след това завършва богословие в Цариград. Играе важна роля в организирането на конгреса в Дебър на 23 юли 1909 година. Участва като делегат на Събранието във Вльора и подписва Декларацията за независимост на Албания на 28 ноември 1912 година. Развива широка просветна дейност сред албанското население. Работи като учител в албанското училище в родния си град. Шериф Лангу взима участие в Охридско-Дебърското въстание в 1913 година, довело до освобождаването на Дебър.
След като Дебър влиза в рамките на Югославия, Лангу е арестуван от новите сръбски власти, но е освободен под натиска на хората и популярността му сред тях.
В 1947 година, когато Лангу е на 70 години, е осъден на 10 години затвор. Умира на 9 март 1956 година.